# 미타 (노예제)
미타(Mit'a, 케추아어 발음: [ˈmˈˌtʼa])는 잉카 제국 사회에서 의무적인 복무였다. 가까운 친척인 민카(Minka)는 오늘날에도 케추아족 공동체에서 여전히 사용되고 있으며 스페인어로는 파에나(faena)로 알려져 있다.
역사가들은 스페인 식민 정부에 의해 수정되고 강화되어 엔코미엔다 시스템을 만들면서 시스템을 구별하기 위해 히스패닉 용어인 미타를 사용한다.
미타는 사실상 잉카 정부에 대한 노동 형태, 즉 코르베에 대한 공물이었다. 잉카 국세 수입의 상당 부분을 세금 노동이 차지했다. 그 외에도 고대 페루에서는 도로망, 교량, 농업용 테라스, 요새 건설에 사용되었다. 군복무도 의무화됐다.
노동을 수행할 수 있는 모든 시민은 1년 중 정해진 날짜 동안 노동을 해야 했다(미타라는 단어의 기본 의미는 정기적인 회전 또는 계절이다). 잉카 제국의 부는 가족이 농사를 짓는 데 65일밖에 걸리지 않는다는 것을 의미했다. 나머지 한 해는 전적으로 미타에 바쳐졌다. 미타(연방 업무)의 친척은 현대 케추아족 시스템인 민카(Minka) 또는 파에나(faena)로, 주로 소규모 마을에 적용된다. 민카는 1960년대 페루의 대규모 연방 프로젝트에 채택되었다.

## 같이 보기
- 엔코미엔다
- 역역
- 조공